# Watertown (Connecticut)
Watertown es un pueblo ubicado en el condado de Litchfield en el estado estadounidense de Connecticut. En el año 2005 tenía una población de 22.330 habitantes y una densidad poblacional de 295 personas por km².

## Geografía
Watertown se encuentra ubicada en las coordenadas 41°36′55″N 73°07′01″O / 41.61528, -73.11694.

## Demografía
Según la Oficina del Censo en 2000 los ingresos medios por hogar en la localidad eran de $59,420, y los ingresos medios por familia eran $68,761. Los hombres tenían unos ingresos medios de $47,097 frente a los $31,822 para las mujeres. La renta per cápita para la localidad era de $26,044. Alrededor del 2.2% de la población estaban por debajo del umbral de pobreza.